# Driquet Péter
Driquet Péter, Peter Driquet von Ehrenbruck (Prága, 1820. március 20. – Velence, 1872. december 14.) honvéd alezredes.

## Élete
Franciaországi, elzászi eredetű katonacsaládból származik. Édesapja császári és királyi alezredes volt. A bécsújhelyi katonai akadémián végzett. Felesége révén magyar Fejér vármegyei birtokos lett. 1848. szeptemberétől százados volt a Zrínyi önkéntes, októbertől a 35. honvédzászlóaljban. December 18-án őrnagyi rangot kapott és a 44. zászlóalj parancsnoka lett. 1849. február 26-27-én részt vett a kápolnai csatában.
Budavár bevételénél a 2. dandár parancsnokaként 2. osztályú katonai érdemjelet kapott (a 3. osztályú érdemjelet már korábban, Isaszegnél kiérdemelte). 1849. május 30-ától alezredes lett és ebben a beosztásában harcolt a világosi fegyverletételig (augusztus 9-én Nagysándor József tábornok előléptette ezredessé, de mivel ez a közlönyben már nem jelent meg, az ezredesi rendfokozatot sem viselte). Haynau hadbírósága Aradon, előbb halálra, majd apja közbenjárására, 16 évi várfogságra ítélte. 1850. nyarán kapott kegyelmet. 1867–68-ban a Fejér megyei honvédegylet tagja volt, élete végéig Velencén lévő birtokán gazdálkodott.